# 1978-as kupagyőztesek Európa-kupája-döntő
Az 1978-as kupagyőztesek Európa-kupája-döntőben, a KEK 18. döntőjében az osztrák Austria Wien, és az egymás után harmadszor KEK-döntőbe jutó belga Anderlecht mérkőzött Párizsban. A mérkőzést a belga csapat nyerte 4–0-ra, és így 1976 után újra megnyerte a KEK-et.
Az Anderlecht részt vehetett az 1978-as UEFA-szuperkupa döntőjében, amit 1976 után szintén megnyert.

## A mérkőzés
| 1978. május 3. 20:15 |

| Anderlecht                            | 4–0   | Austria Wien |
| ------------------------------------- | ----- | ------------ |
| Rensenbrink 13' 44' Van Binst 45' 82' | (3–0) |              |

| Parc des Princes, Párizs Nézőszám: 48 679 Játékvezető: Heinz Aldinger (nyugatnémet) |

| ANDERLECHT:      |    |                       |           |     |
|                  |    |                       |           |     |
| GK               | 1  | Nico de Bree          |           |     |
| DF               | 2  | Gilbert Van Binst     |           |     |
| DF               | 3  | Jean Thissen          | Sárga lap |     |
| DF               | 4  | Johnny Dusbaba        |           |     |
| DF               | 5  | Hugo Broos            |           |     |
| MF               | 6  | François Van der Elst |           |     |
| MF               | 7  | Arie Haan             |           |     |
| MF               | 8  | Benny Nielsen         |           |     |
| MF               | 9  | Ludo Coeck            |           |     |
| FW               | 10 | Franky Vercauteren    |           | 87' |
| FW               | 11 | Rob Rensenbrink       |           |     |
| Cserék:          |    |                       |           |     |
| MF               | 12 | Jean Dockx            |           | 87' |
| Vezetőedző:      |    |                       |           |     |
| Raymond Goethals |    |                       |           |     |

| AUSTRIA WIEN:  |    |                    |           |     |
|                |    |                    |           |     |
| GK             | 1  | Hubert Baumgartner |           |     |
| DF             | 2  | Robert Sara        |           |     |
| DF             | 3  | Josef Sara         | Sárga lap |     |
| DF             | 4  | Erich Obermayer    |           |     |
| DF             | 5  | Ernst Baumeister   |           |     |
| MF             | 6  | Herbert Prohaska   |           |     |
| MF             | 7  | Karl Daxbacher     |           | 60' |
| MF             | 8  | Felix Gasselich    |           |     |
| FW             | 9  | Julio Morales      |           | 74' |
| FW             | 10 | Hans Pirkner       |           |     |
| FW             | 11 | Thomas Parits      |           |     |
| Cserék:        |    |                    |           |     |
| MF             |    | Alberto Martínez   |           | 60' |
| FW             |    | Fritz Drazan       |           | 74' |
| Vezetőedző:    |    |                    |           |     |
| Hermann Stessl |    |                    |           |     |

| Az 1977–1978-as kupagyőztesek Európa-kupája győztese |
| ---------------------------------------------------- |
| RSC Anderlecht 2. cím                                |